# Baredi
Baredi (italijansko Bare) so razloženo naselje v Slovenski Istri, ki upravno spada pod Občino Izola.
Naselje se nahaja v Šavrinskem gričevju, na južnem pobočju slemena, ki poteka od Malijskega hriba do Markovca. 
Zaselki Ronkardo, Livižan in Liminjan se nahajajo nižje, na prisojnem položnejšem pobočju v povirju potoka Drnice.
Iz naselja in okolice so lepi razgledi, tudi na Padno in dolino proti hrvaškemu delu Istre.
Baredi so samostojno naselje od leta 1957.